# 주체연호

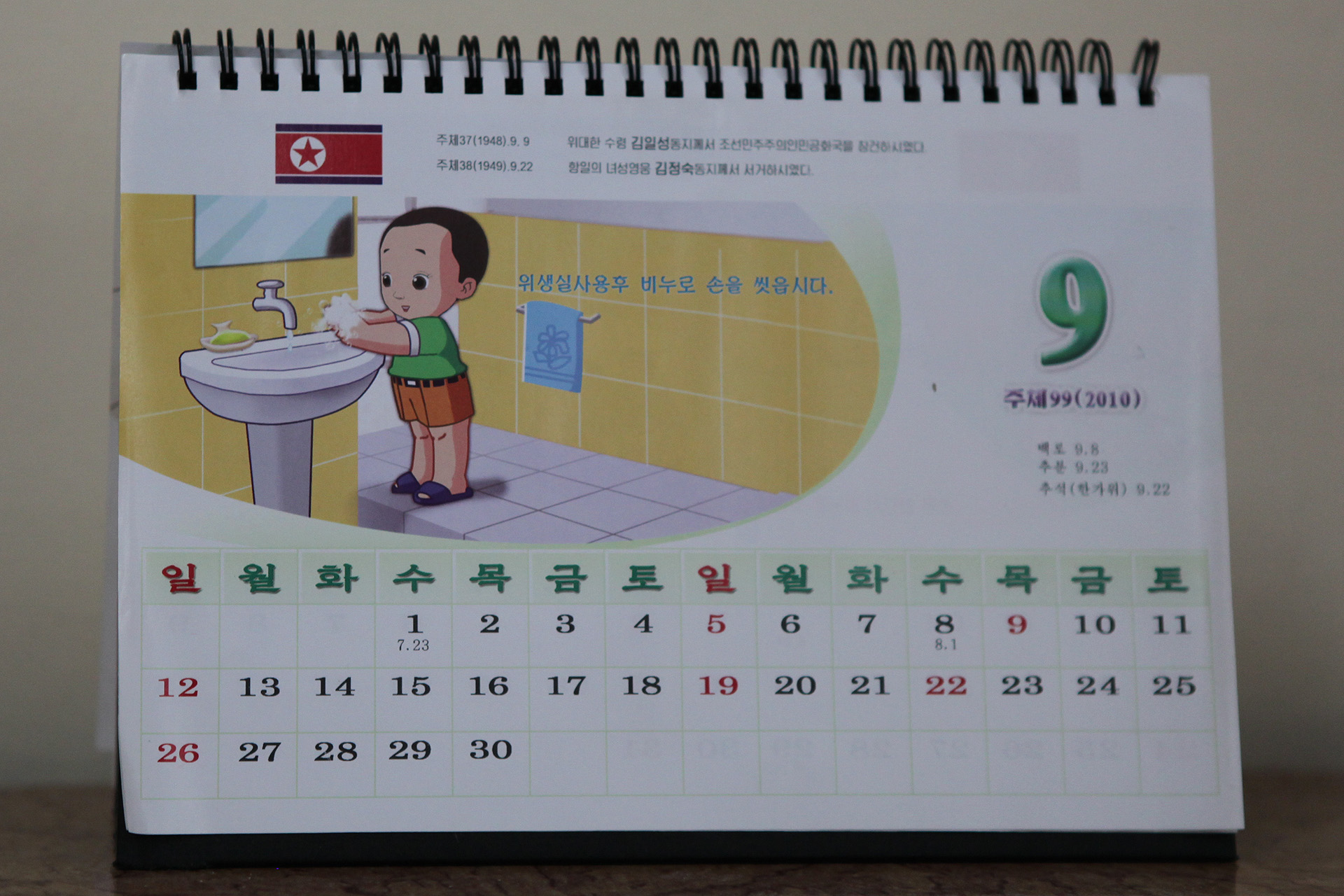
조선민주주의인민공화국에서 제작된 달력에 2010년이 주체99(2010)년으로 표기되어 있다.

주체연호(主體年號, 영어: Juche calendar, 주체년호)는 조선민주주의인민공화국에서 김일성의 생년인 1912년을 주체 1년으로 삼는 연도 표기법이다. 주체력(主體曆)이라고도 한다.

## 개요
1997년 7월 8일 김일성의 3주기를 기해 조선로동당 중앙위원회와 중앙군사위원회, 국방위원회, 중앙인민위원회, 정무원 공동 명의로 발표한 〈김일성동지의 혁명 생애와 불멸의 업적을 길이 빛내일데 대하여〉라는 결정서에 따라 태양절과 함께 채택되었다. 그 이후 정무원이 후속 규정으로 제정한 〈주체년호 사용규정〉에 근거하여 각종 문서와 증명서, 출판물, 보도물, 우표 등을 비롯하여 기념물과 같이 연도를 표기하는 모든 대상에 주체년호가 사용되고 있다. 서력 기원 연호는 필요에 따라, 주체년호 뒤에 괄호를 이용하여 병기할 수도 있다. 1912년 이전의 경우는 종전과 같이 서력기원으로 표기한다.

## 연대 대조표
| 주체  | 서기(西紀) | 간지(干支) |
| 원년  | 1912년     | 임자(壬子) |
| 주체  | 서기(西紀) | 간지(干支) |
| 86년  | 1997년     | 정축(丁丑) |
| 87년  | 1998년     | 무인(戊寅) |
| 88년  | 1999년     | 기묘(己卯) |
| 89년  | 2000년     | 경진(庚辰) |
| 90년  | 2001년     | 신사(辛巳) |
| 주체  | 서기(西紀) | 간지(干支) |
| 91년  | 2002년     | 임오(壬午) |
| 92년  | 2003년     | 계미(癸未) |
| 93년  | 2004년     | 갑신(甲申) |
| 94년  | 2005년     | 을유(乙酉) |
| 95년  | 2006년     | 병술(丙戌) |
| 96년  | 2007년     | 정해(丁亥) |
| 97년  | 2008년     | 무자(戊子) |
| 98년  | 2009년     | 기축(己丑) |
| 99년  | 2010년     | 경인(庚寅) |
| 100년 | 2011년     | 신묘(辛卯) |
| 주체  | 서기(西紀) | 간지(干支) |
| 101년 | 2012년     | 임진(壬辰) |
| 102년 | 2013년     | 계사(癸巳) |
| 103년 | 2014년     | 갑오(甲午) |
| 104년 | 2015년     | 을미(乙未) |
| 105년 | 2016년     | 병신(丙申) |
| 106년 | 2017년     | 정유(丁酉) |
| 107년 | 2018년     | 무술(戊戌) |
| 108년 | 2019년     | 기해(己亥) |
| 109년 | 2020년     | 경자(庚子) |
| 110년 | 2021년     | 신축(辛丑) |
| 주체  | 서기(西紀) | 간지(干支) |
| 111년 | 2022년     | 임인(壬寅) |
| 112년 | 2023년     | 계묘(癸卯) |
| 113년 | 2024년     | 갑진(甲辰) |
| 114년 | 2025년     | 을사(乙巳) |
| 115년 | 2026년     | 병오(丙午) |
| 116년 | 2027년     | 정미(丁未) |
| 117년 | 2028년     | 무신(戊申) |
| 118년 | 2029년     | 기유(己酉) |
| 119년 | 2030년     | 경술(庚戌) |
| 120년 | 2031년     | 신해(辛亥) |

## 같이 보기
- 동일연도의 기년법
  - 다이쇼 시대
  - 민국기원
- 태양절